# Cheilosia laevis
Cheilosia laevis är en tvåvingeart som först beskrevs av Jacques-Marie-Frangile Bigot 1884.  Cheilosia laevis ingår i släktet örtblomflugor, och familjen blomflugor. Inga underarter finns listade i Catalogue of Life.